# Alfonso Silván
Alfonso Silván Rodríguez (Almorox, Toledo, 1948) es un filólogo clásico, traductor y editor español.
Especializado en la poesía neohelénica, así como en la obra de importantes filólogos clásicos del siglo XX; pionero de los estudios neogriegos en el mundo hispánico, ha sido traductor de los grandes poetas contemporáneos Dionisos Solomós, Kostís Palamás, Kavafis, Seferis, Elitis, Manolis Anagnostakis, entre otros. Actualmente es director de la colección "Clásicos" de Editorial Dykinson (Madrid).

## Publicaciones fundamentales

### Ediciones de poetas neohelénicos
- K. P. Kavafis, Antología, Granada, Centro de Estudios Bizantinos, Neogriegos y Chipriotas, 2012.
- Dimitris Dimitriadis, Homeriada, Orleáns, Atelier Européen de la Traduction, 2007.
- Dimitris Dimitriadis, Olvido, Madrid, Teatro del Astillero, 2004.
- Manolis Anagnostakis, Los poemas (1941-1971), Madrid, Ediciones Clásicas, 1996.
- C. P. Cavafis, Obra poética completa, Madrid, La Palma, 1991.
- Odiseas Elitis, Antología, Madrid, Akal, 1982 (2ª ed. 2011).

### Ediciones de filólogos contemporáneos
- William Bedell Stanford, El tema de Ulises, Madrid, Dykinson, 2013.
- Manfred Fuhrmann, La teoría poética de la Antigüedad, Madrid, Dykinson, 2011.
- Emilio Lledó, El concepto “Poíesis” en la filosofía griega, Madrid, Dykinson, 2010.

### Otras ediciones
- Translatio y Cultura, Madrid, Dykinson, 2015. (En colab. con P. Aullón de Haro).